# Audrey Brown
Audrey Brown (Índia, Regne Unit, 24 de maig de 1913-Manchester, 11 de juny de 2005) va ser una atleta britànica, especialista en la prova de 4x100 m, en què va arribar a ser subcampiona olímpica l'any 1936.

## Carrera esportiva
En els JJOO de Berlín 1936 va guanyar la medalla de plata en els relleus de 4x100 metres, amb un temps de 47.6 segons. Va arribar a la meta després dels Estats Units (or amb 46.9 segons) i per davant del Canadà; les seves companyes d'equip eren Violet Olney, Eileen Hiscock i Barbara Burke.